# Abu Dhabi Desert Challenge 2015
Navigation
Édition précédente Édition suivante
Le Abu Dhabi Desert Challenge 2015 est le 25e Abu Dhabi Desert Challenge.

## Vainqueurs d'étapes
| # | Date         | Distance (km) | Moto | Auto | Quad |
| - | ------------ | ------------- | ---- | ---- | ---- |
| 1 | lun. 26 mars | -             |      |      |      |
| 2 | mar.         | -             |      |      |      |
| 3 | mer.         | -             |      |      |      |
| 4 | jeu.         | -             |      |      |      |
| 5 | ven. 2 avril | -             |      |      |      |

## Classements finaux

### Motos
| Pos. | Pilote                  | Constructeur | Temps            | Écart           |
| ---- | ----------------------- | ------------ | ---------------- | --------------- |
| 1    | Marc Coma               | KTM          | 14 h 49 min 05 s |                 |
| 2    | Sam Sunderland          | KTM          | 15 h 01 min 00 s | 11 min 55 s     |
| 3    | Pablo Quintanilla       | KTM          | 15 h 09 min 21 s | 20 min 16 s     |
| 4    | Ruben Faria             | KTM          | 15 h 17 min 06 s | 28 min 01 s     |
| 5    | Ricky Brabec            | Honda        | 15 h 23 min 22 s | 34 min 17 s     |
| 6    | Mohamed Al Balooshi     | KTM          | 15 h 33 min 53 s | 44 min 48 s     |
| 7    | Juan Carlos Salvatierra | KTM          | 15 h 52 min 11 s | 1 h 03 min 06 s |
| 8    | Matthew Hart            | KTM          | 16 h 02 min 20 s | 1 h 13 min 15 s |
| 9    | Jose Cornejo            | Suzuki       | 16 h 02 min 36 s | 1 h 13 min 31 s |
| 10   | David McBride           | KTM          | 16 h 06 min 40 s | 1 h 17 min 35 s |

### Autos
| Pos. | Pilote            | Copilote            | Constructeur | Temps            | Écart            |
| ---- | ----------------- | ------------------- | ------------ | ---------------- | ---------------- |
| 1    | Vladimir Vasilyev | Konstantin Zhiltsov | Mini         | 14 h 52 min 48 s |                  |
| 2    | Erik Van Loon     | Wouter Rosegaar     | Mini         | 15 h 13 min 03 s | 20 min 15 s      |
| 3    | Harry Hunt        | Andreas Schulz      | Mini         | 15 h 43 min 36 s | 50 min 48 s      |
| 4    | Yazeed Al-Rajhi   | Timo Gottschalk     | Toyota       | 16 h 27 min 01 s | 01 h 34 min 13 s |
| 5    | Marek Dąbrowski   | Jacek Czachor       | Toyota       | 16 h 42 min 41 s | 01 h 49 min 53 s |
| 6    | Orlando Terranova | Bernardo Graue      | Mini         | 16 h 59 min 49 s | 02 h 07 min 01 s |
| 7    | Adam Małysz       | Rafał Marton        | Mini         | 17 h 11 min 07 s | 02 h 18 min 19 s |
| 8    | Ahmed Al Fahim    |                     | Polaris      | 18 h 00 min 18 s | 03 h 07 min 30 s |
| 9    | Ali Al Ketbi      | Javid Waris         | Nissan       | 18 h 51 min 32 s | 03 h 58 min 44 s |
| 10   | Gulzar Mohammed   | Patrick McMurren    | Polaris      | 19 h 00 min 46 s | 04 h 07 min 58 s |

### Quads
| Pos. | Pilote           | Constructeur | Temps            | Écart            |
| ---- | ---------------- | ------------ | ---------------- | ---------------- |
| 1    | Mohamed Abu Issa | Yamaha       | 16 h 42 min 34 s |                  |
| 2    | Rafał Sonik      | Honda        | 17 h 07 min 17 s | 24 min 43 s      |
| 3    | Nelson Sanabria  | Yamaha       | 17 h 12 min 12 s | 29 min 38 s      |
| 4    | Kamil Wiśniewski | Yamaha       | 18 h 44 min 53 s | 02 h 02 min 19 s |
| 5    | Kees Koolen      | Honda        | 49 h 16 min 13 s |                  |